# Шимоновка
Шимоновка — деревня в Хиславичском районе Смоленской области России. Входит в состав Череповского сельского поселения. Население — 28 жителей (2007 год). 
Расположена в юго-западной части области в 15 км к северо-востоку от Хиславичей, в 13 км западнее автодороги А141 Орёл — Витебск. В 16 км восточнее деревни расположена железнодорожная станция Васьково на линии Смоленск — Рославль. 

## История
Отображена в Планах Генерального Межевания Смоленской Губернии 1780-1790 годов.
В 1859 году упоминается в Списке Населённых Мест Смоленской Губернии в Рославльском уезде . В деревне тогда 11 дворов и проживает 106 человек. Принадлежала деревня помещику Шевандину. Почти в 2 верстах к востоку от деревни находился господский дом.
По сведениям карты РККА 1924-1926 годов в Шимоновке было 42 двора.
В годы Великой Отечественной войны деревня была оккупирована гитлеровскими войсками в июле 1941 года, освобождена в сентябре 1943 года.